# Гуцал
Гуцал (болг. Гуцал) — село в Болгарии. Находится в Софийской области, входит в общину Самоков. Население составляет 142 человека.

## Политическая ситуация
Гуцал подчиняется непосредственно общине и не имеет своего кмета.
Кмет (мэр) общины Самоков — Ангел Симеонов Николов (Болгарская социалистическая партия (БСП)) по результатам выборов.